# Роман о Камбисе
Роман о Камбисе — анонимное произведение коптской литературы. Роман сохранился в единственной рукописи на саидском диалекте коптского языка. Роман повествует о персидском нашествии на Египет царя, попеременно называемого Камбисом и Навуходоносором. Пергаментная рукопись хранятся в Государственном музее Берлина (P9009).
Роман начинается как письмо Камбиса II (529—522 до н. э.) к «обитателям Востока», в котором царь Персии, опасаясь напасть на Египет напрямую, прибегает к различным хитростям и призывает египтян восстать против фараона. При поддержке мудреца Ботроса, египтяне сохранили верность Египту, фараону и Апису, священному быку Мемфиса, о чём и сообщали в ответных посланиях персам. Царь, получив ответ, гневается и высказывает желание наказать его авторов. Один из советников Камбиса отговаривает его от военных действий, так как египтяне могучие бойцы, с детства упражняющиеся во владении оружием, храбрые, как медведи и львы; напротив, следует прибегнуть к хитрости. Здесь имя персидского царя в повествовании сменяется на Навуходоносора II (604—562 до н. э.), чьи семь мудрецов советуют царю послать к египтянам ложного гонца, который бы собрал жителей страны на праздник во имя фараона и Аписа — когда они соберутся, их, ничего не подозревающих, можно будет легко победить. Египтяне, однако, с помощью жреца разоблачают козни персов, и, для видимости согласившись на приглашение, собирают сильную армию под командованием фараона Априя. Здесь текс романа заканчивается, подразумевая, в конечном счёте победу египтян, что противоречит имевшему место в истории завоеванию Египта Ахеменидами.
Впервые коптский текст был опубликован в 1899 году немецким египтологом Хайнрихом Шефером. Шефер сделал краткое описание рукописи неизвестного происхождения, состоящей из шести листов основного текста и трёх листов комментариев. Начало и конец рукописи не сохранились, текст плохо читался, но Шефер смог предложить свой перевод в виде связного повествования. Исторические обстоятельства появления текста Шефер не прояснил, но обнаружил сходство с некоторыми местами датируемой примерно 700 годом хроники Иоанна Никиусского. В следующем году уточнение перевода и комментарии к тексту подготовил Оскар фон Лемм, обнаруживший заимствования из Книги Иеремии и Геродота. В 1901 году новые корректуры предложил швед Карл Пиль. Предпринятая немецкими египтологами Георгом Мёлером и Гуго Ибшером химическая обработка рукописи позволила значительно улучшить качество перевода.
Дата создания произведения является предметом споров. В 1908 году Вильгельм Шпигельберг предположил присутствие арабского влияния в романе. Данную теорию поддержал Йоханнес Ляйпольдт, выдвинувший идею, что произведение надо рассматривать как обращение к египтянам в эпоху арабского завоевания, и Антон Баумштарк, тогда как Лемм выступил против. Лесли Маккоулл (Leslie MacCoull) предположила, что автором был сирийский монах, живший в Египте в 630—640 годах, откликнувшийся своим произведением на завоевание Египта Государством Сасанидов в 619 году. Американский египтолог Юджин Круз-Урибе (Eugene Cruz-Uribe) отнёс составление романа ко времени Иоанна Никиусского, назвав в качестве повода к написанию непосильные налоги, возложенные арабами на христианское население Египта.
Первый английский перевод романа был выполнен в 1950 году Германом Лудин Янсеном.